# ريوتويرتو
بلدية ريوتويرتو (بالإسبانية: Riotuerto)‏، هي إحدى بلديات منطقة كانتابريا, المصنفة على أنها مقاطعة أيضاً، في شمال إسبانيا.
يبلغ عدد سكانها 1.524 نسمة وفقاً لإحصائية سنة (2002).